# Le Christ vert (Gauguin)
Pour les articles homonymes, voir Le Christ vert.
Calvaire breton
Le Christ vert, ou Calvaire breton, est un tableau que Paul Gauguin réalise en 1889 à Pont-Aven, représentant un calvaire breton, de couleur verte, à proximité de la mer, au-dessus des dunes, avec une Bretonne assise au premier plan. Ce tableau est conservé aux musées royaux des Beaux-Arts de Belgique, à Bruxelles.

## Historique
Le Christ vert ou Calvaire breton est réalisé par Paul Gauguin en 1889 pendant son séjour à Pont-Aven, peu avant de peindre le Christ jaune.
Il fait partie des quelques toiles à thématique religieuse de cette période, qui se distinguent et constituent selon Manuel Jover le « noyau originel du symbolisme en peinture », comprenant notamment le Christ jaune, le Christ vert, l'Autoportrait au Christ jaune.
Il figure dans la collection de M. Jos (Joseph) Breckpot à Bruxelles en 1922, propriétaire de la galerie Breckpot (nl), lorsqu'il est acquis par les musées royaux des Beaux-Arts de Belgique.

## Description
Le tableau est une huile sur toile, de 92 cm de haut sur 73,5 de large. Il est signé et daté « P Gauguin 89 », en bas sur la gauche.
Il représente un calvaire breton, de couleur verte, plus précisément la pietà ou Vierge de pitié, Marie portant le Christ mort, descendu de la croix, le bras droit pendant verticalement, paume ouverte. La pietà comporte aussi deux autres saintes femmes, de part et d'autre de Marie. Juste derrière Marie est représenté le début du fut portant la croix du calvaire.
Juste devant le calvaire, au premier plan, une Bretonne assise, l'air fatigué, semble sur le point de se lever, un panier à la main. 
Derrière le calvaire, et en contrebas, de hautes dunes jaunes sont représentées sur la gauche du tableau. Légèrement verdoyantes, elles s'ouvrent sur la mer d'un vert sombre. Deux petits personnages marchent entre les dunes. Le ciel, nuageux, est d'un bleu grisâtre.
La pietà reproduite est celle qui figure sur le calvaire à côté de l'église de Nizon, près de Pont-Aven. Gauguin a représenté le calvaire transposé devant les dunes du Pouldu, au bord de la mer.